# Moment cinétique (mécanique quantique)
En mécanique quantique, le moment cinétique est défini comme un opérateur vectoriel (noté {\displaystyle {\hat {\vec {J}}}}) à trois composantes, correspondant chacune aux différentes dimensions de l'espace (opérateurs « scalaires »). Celles-ci obéissent entre elles à certaines relations de commutation. Ainsi, alors qu'en mécanique classique les trois composantes du moment cinétique peuvent être simultanément mesurées, ceci est impossible dans le cadre quantique. En fait, seuls peuvent être déterminés les états propres communs à l'opérateur {\displaystyle {\hat {J}}^{2}} donnant la somme des carrés des différentes composantes d'une part, et à une composante particulière donnée (par exemple {\displaystyle {\hat {J}}_{z}}).
Par ailleurs, la définition quantique du moment cinétique généralise la notion « ordinaire » de moment cinétique à des situations n'ayant pas d'équivalent classique. Ceci amène en fait à distinguer le moment cinétique défini par analogie classique, en fonction des diverses composantes des opérateurs position et impulsion d'une particule (notion de moment cinétique orbital, noté {\displaystyle {\hat {\vec {L}}}}), du moment cinétique intrinsèque, sans équivalent classique, ou spin (noté {\displaystyle {\hat {\vec {S}}}}).
Par ailleurs, en mécanique quantique, les états propres communs à {\displaystyle {\hat {J}}^{2}} et à {\displaystyle {\hat {J}}_{z}} ont des valeurs propres « quantifiées ». Ceci résulte directement de la définition du moment cinétique à partir des relations de commutation entre ses composantes, et non pas de la situation particulière du système étudié, comme cela peut être le cas pour le hamiltonien du système. Pour les systèmes de plusieurs particules, ces différents moments cinétiques se combinent suivant des règles particulières.
Enfin, et comme en mécanique classique, le moment cinétique quantique est étroitement lié aux rotations dans l'espace ordinaire (pour le moment cinétique orbital) ou dans un espace plus abstrait (pour le moment cinétique de spin). De fait, il est possible de montrer que les relations de commutation entre les différentes composantes du moment cinétique quantique résultent directement de celles entre les générateurs des rotations élémentaires dans les espaces considérés. Comme en mécanique classique, l'intérêt de l'usage du moment cinétique quantique vient des situations où il se « conserve », mais au sens quantique du terme, autrement dit où il commute (du moins pour certaines de ses composantes) avec le hamiltonien du système. Cette situation est elle-même liée à l'existence de certaines symétries dans le hamiltonien. Dans ce cas, les états propres du hamiltonien sont communs avec ceux des opérateurs {\displaystyle {\hat {J}}^{2}} et {\displaystyle {\hat {J}}_{z}}. En particulier, le moment cinétique quantique joue un rôle essentiel en physique atomique et moléculaire, dans la classification des termes électroniques.
L'unité SI de cette observable est le joule seconde (J s), comme pour le moment cinétique classique.

## Opérateur de moment cinétique

### Moment cinétique en mécanique classique
Pour un point matériel de vecteur position {\displaystyle {\vec {r}}} et de quantité de mouvement {\displaystyle {\vec {p}}}, le moment cinétique par rapport à l'origine est défini par : {\displaystyle {\vec {L}}={\vec {r}}\wedge {\vec {p}}.}
En coordonnées cartésiennes, ce vecteur axial a pour composantes :
{\displaystyle {\begin{cases}L_{x}=yp_{z}-zp_{y}\\L_{y}=zp_{x}-xp_{z}\\L_{z}=xp_{y}-yp_{x}\end{cases}}.}
En mécanique classique, la conservation du moment cinétique est étroitement liée à l'invariance par rotation du hamiltonien du système.

### Première approche: moment cinétique orbital
Par analogie avec la définition classique du moment cinétique, il est possible de définir une grandeur correspondante en mécanique quantique. Toutefois, il convient de tenir compte alors du fait qu'aux grandeurs classiques de position et de quantité de mouvement correspondent les opérateurs « vectoriels » de position {\displaystyle {\hat {\vec {r}}}} et d'impulsion {\displaystyle {\hat {\vec {p}}}}. Ces notations correspondent chacune aux ensembles de trois opérateurs scalaires {\displaystyle ({\hat {x}},{\hat {y}},{\hat {z}})} et {\displaystyle ({\hat {p}}_{x},{\hat {p}}_{y},{\hat {p}}_{z})} donnant les différentes composantes de la position et de l'impulsion. Celles-ci obéissent aux relations de commutation canoniques :
{\displaystyle \displaystyle \left[{\hat {x}}_{i},{\hat {p}}_{j}\right]={\rm {i}}\hbar \delta _{ij},\quad \forall i,j\in \{x,y,z\},}
où {\displaystyle \delta _{ij}} est le symbole de Kronecker, étant précisés que les différentes composantes de {\displaystyle {\hat {\vec {r}}}} ou de {\displaystyle {\hat {\vec {p}}}} commutent entre elles.
L'opérateur de moment cinétique orbital d'une particule peut alors être défini comme l'opérateur vectoriel {\displaystyle {\hat {\vec {L}}}={\hat {\vec {r}}}\wedge {\hat {\vec {p}}}}, soit le groupe de trois opérateurs scalaires correspondant aux composantes du moment cinétique :
{\displaystyle {\begin{cases}{\hat {L}}_{x}={\hat {y}}{\hat {p}}_{z}-{\hat {z}}{\hat {p}}_{y}\\{\hat {L}}_{y}={\hat {z}}{\hat {p}}_{x}-{\hat {x}}{\hat {p}}_{z}\\{\hat {L}}_{z}={\hat {x}}{\hat {p}}_{y}-{\hat {y}}{\hat {p}}_{x}\end{cases}}.}
Compte tenu des relations de commutation entre opérateurs, les différentes composantes du moment cinétique orbital ne commutent pas entre elles. Par exemple, compte tenu de la définition précédente et des relations de commutation canoniques, le commutateur entre {\displaystyle {\hat {L}}_{x}} et {\displaystyle {\hat {L}}_{y}} est donné par :
{\displaystyle \left[{\hat {L}}_{x},{\hat {L}}_{y}\right]=\left[{\hat {y}}{\hat {p}}_{z}-{\hat {z}}{\hat {p}}_{y},{\hat {z}}{\hat {p}}_{x}-{\hat {x}}{\hat {p}}_{z}\right]=\left[{\hat {y}}{\hat {p}}_{z},{\hat {z}}{\hat {p}}_{x}\right]-\left[{\hat {y}}{\hat {p}}_{z},{\hat {x}}{\hat {p}}_{z}\right]-\left[{\hat {z}}{\hat {p}}_{y},{\hat {z}}{\hat {p}}_{x}\right]+\left[{\hat {z}}{\hat {p}}_{y},{\hat {x}}{\hat {p}}_{z}\right]={\hat {y}}{\hat {p}}_{x}\left[{\hat {p}}_{z},{\hat {z}}\right]-0-0+{\hat {x}}{\hat {p}}_{y}\left[{\hat {z}},{\hat {p}}_{z}\right]}, soit finalement :
{\displaystyle \left[{\hat {L}}_{x},{\hat {L}}_{y}\right]={\rm {i}}\hbar {\hat {L}}_{z}}.
De façon générale, il est facile de vérifier que les différentes composantes du moment cinétique orbital obéissent aux relations de commutation :
{\displaystyle \left[{\hat {L}}_{i},{\hat {L}}_{j}\right]=\varepsilon _{ijk}{\rm {i}}\hbar {\hat {L}}_{k},\quad \forall i,j,k\in \{x,y,z\},}
εijk étant le symbole de Levi-Civita.
Ces relations de commutations sont à rapprocher du crochet de Poisson entre les composantes cartésiennes du moment cinétique classique : {\displaystyle \{L_{i},L_{j}\}=\varepsilon _{ijk}L_{k}}, de fait on a la correspondance formelle {\displaystyle {\rm {i}}\hbar \{L_{i},L_{j}\}\rightarrow \left[{\hat {L}}_{i},{\hat {L}}_{j}\right]}, qui rappelle celle existante pour les relations de commutation canoniques : {\displaystyle {\rm {i}}\hbar \{x_{i},p_{i}\}\rightarrow \left[{\hat {x}}_{i},{\hat {p}}_{j}\right]}.
L'existence en mécanique quantique du spin, un observable sans équivalent classique mais dont les propriétés sont similaires au moment cinétique orbital, amène en fait à généraliser cette notion sans faire référence directement à la définition classique, à partir de ces seules relations de commutation.

### Définition générale du moment cinétique en mécanique quantique
Par définition, on appelle moment cinétique quantique {\displaystyle {\hat {\vec {J}}}} tout ensemble de trois observables, notées {\displaystyle {\hat {J}}_{x}}, {\displaystyle {\hat {J}}_{y}} et {\displaystyle {\hat {J}}_{z}}, constituant un opérateur vectoriel {\displaystyle {\hat {\vec {J}}}}, qui vérifient entre elles les relations de commutation :

Illustration du modèle du « vecteur tournant » pour le moment cinétique.

Cette définition abstraite généralise celle du moment cinétique orbital défini à partir de la notion classique. Ces relations de commutation montrent que les opérateurs {\displaystyle {\hat {J}}_{x},{\hat {J}}_{y},{\hat {J}}_{z}} constituent les générateurs d'une algèbre de Lie, avec les constantes de structures {\displaystyle {\rm {i}}\hbar \varepsilon _{ijk}}. Le groupe de Lie associé est en fait le groupe des rotations SO(3) (ou, du fait de l'existence d'un morphisme de groupes entre eux, groupe spécial unitaire SU(2)), ce qui explique l'étroite relation entre opérateurs de moment cinétique et rotations — cf. infra.
La non-commutation entre les composantes du moment cinétique implique qu'il n'est pas possible d'en mesurer simultanément les différentes composantes. Toutefois, il est cependant possible d'introduire l'opérateur {\displaystyle {\hat {J}}^{2}={\hat {J}}_{x}^{2}+{\hat {J}}_{y}^{2}+{\hat {J}}_{z}^{2}} (carré du moment cinétique) qui commute avec toutes les composantes de {\displaystyle {\hat {\vec {J}}}} :
Ces relations de commutation montrent que {\displaystyle {\hat {J}}^{2}} est l'invariant de Casimir de l'algèbre de Lie sous-tendue par les opérateurs {\displaystyle {\hat {J}}_{x},{\hat {J}}_{y},{\hat {J}}_{z}}. Il ne fait donc pas partie de cette algèbre.
Par suite, il n'est possible de mesurer simultanément en mécanique quantique que le carré du moment cinétique {\displaystyle {\hat {J}}^{2}} et une composante particulière, notée en général {\displaystyle {\hat {J}}_{z}}. Il est fréquent de recourir à l'image semi-classique du « vecteur tournant » pour représenter cette situation. Dans ce modèle, le moment cinétique est représenté par un vecteur {\displaystyle {\vec {J}}} de norme constante égale à la racine carrée de la valeur propre de {\displaystyle {\hat {J}}^{2}}, et dont la projection sur l'axe Oz est égale à celle de {\displaystyle {\hat {J}}_{z}}, qui « tourne » autour de cet axe, correspondant à l'incertitude sur les valeurs propres de {\displaystyle {\hat {J}}_{x}} et {\displaystyle {\hat {J}}_{y}}, liée à la non-commutation entre des différentes composantes (cf. figure ci-contre).

### Opérateurs d'échelle
Pour les deux autres composantes, il est utile de définir les opérateurs d'échelle, adjoints l'un de l'autre :
{\displaystyle {\hat {J}}_{+}={\hat {J}}_{x}+{\rm {i}}{\hat {J}}_{y}\ } et {\displaystyle \ {\hat {J}}_{-}={\hat {J}}_{x}-{\rm {i}}{\hat {J}}_{y}}.
Ces relations s'inversent en :
{\displaystyle {\hat {J}}_{x}={\frac {{\hat {J}}_{+}+{\hat {J}}_{-}}{2}}\ } et {\displaystyle \ {\hat {J}}_{y}={\frac {{\hat {J}}_{+}-{\hat {J}}_{-}}{2{\rm {i}}}}}.
Il vient dès lors aussitôt :
{\displaystyle {\hat {J}}_{\pm }{\hat {J}}_{\mp }=({\hat {J}}_{x}\pm {\rm {i}}{\hat {J}}_{y})({\hat {J}}_{x}\mp {\rm {i}}{\hat {J}}_{y})={\hat {J}}_{x}^{2}+{\hat {J}}_{y}^{2}\mp i[{\hat {J}}_{x},{\hat {J}}_{y}]={\hat {J}}^{2}-{\hat {J}}_{z}^{2}\pm \hbar {\hat {J}}_{z}.}
Par somme et différence, il est possible d'en déduire l'expression de {\displaystyle {\hat {J}}^{2}} :
{\displaystyle {\hat {J}}^{2}={\frac {1}{2}}\left({\hat {J}}_{+}{\hat {J}}_{-}+{\hat {J}}_{-}{\hat {J}}_{+}\right)+{\hat {J}}_{z}^{2}{\text{ et }}\left[{\hat {J}}_{+},{\hat {J}}_{-}\right]=2\hbar {\hat {J}}_{z}.}
Par ailleurs, compte tenu des propriétés de commutation entre les différentes composantes du moment cinétique, il vient :
- {\displaystyle [{\hat {J}}_{z},{\hat {J}}_{\pm }]=\pm \hbar {\hat {J}}_{\pm },}
- {\displaystyle [{\hat {J}}^{2},{\hat {J}}_{\pm }]=0.}

Ces différentes relations permettent dès lors de déterminer les états propres communs aux opérateurs {\displaystyle {\hat {J}}^{2}} et {\displaystyle {\hat {J}}_{z}}.

## Détermination des états et des valeurs propres des opérateursJ2etJz
Il est possible de montrer, en utilisant les propriétés de commutation entre les différentes composantes des opérateurs d'échelle, et les expressions précédentes, que seules certaines valeurs sont possibles pour les valeurs propres de {\displaystyle {\hat {J}}^{2}} et de {\displaystyle {\hat {J}}_{z}}. Là encore, il s'agit de propriétés intrinsèques du moment cinétique, conséquences directes de sa définition quantique.
En premier lieu, il est clair que les valeurs propres de {\displaystyle {\hat {J}}^{2}} sont réelles positives. Par suite il est possible de les noter {\displaystyle \hbar ^{2}j(j+1)} avec j a priori réel positif, puisque j ↦ j(j + 1) est une bijection de ℝ+ dans lui-même.
De façon similaire, il est toujours possible de noter les valeurs propres de {\displaystyle {\hat {J}}_{z}} sous la forme {\displaystyle \hbar m} avec m réel. Dans tous les cas j et m sont des nombres sans dimension.
Par suite l'état propre commun à {\displaystyle {\hat {J}}^{2}} (pour la valeur propre {\displaystyle \hbar ^{2}j(j+1)}) et {\displaystyle {\hat {J}}_{z}} (pour la valeur propre {\displaystyle \hbar m}) peut être noté {\displaystyle |j,m\rangle }.
Autrement dit :
{\displaystyle {\hat {J}}^{2}|j,m\rangle =\hbar ^{2}j(j+1)|j,m\rangle {\text{ et }}{\hat {J}}_{z}|j,m\rangle =\hbar m|j,m\rangle .}
En réalité, la définition du moment cinétique en mécanique quantique impose de fortes restrictions sur les valeurs possibles des deux « nombres quantiques » j et m.

### Le nombre quantiquemest compris entre-jet+j
En effet, en utilisant l'expression des opérateurs d'échelle {\displaystyle {\hat {J}}_{\pm }} en fonction de {\displaystyle {\hat {J}}^{2}} et {\displaystyle {\hat {J}}_{z}}, il vient :
{\displaystyle 0\leq \left\|{\hat {J}}_{\pm }|j,m\rangle \right\|^{2}=\langle j,m|{\hat {J}}^{2}-{\hat {J}}_{z}^{2}\mp \hbar J_{z}|j,m\rangle =\hbar ^{2}\left(j(j+1)-m(m\pm 1)\right)},
ce qui implique {\displaystyle -j\leq m\leq j.}
Compte tenu par ailleurs de l'expression précédente de {\displaystyle {\hat {J}}_{\pm }{\hat {J}}_{\mp }} il est facile de vérifier que :
{\displaystyle J_{\pm }|j,m\rangle =\hbar {\sqrt {j(j+1)-m(m\pm 1)}}|j,{m\pm 1}\rangle .}
Cette expression est valable d'une part en prenant une convention de phase nulle et d'autre part bien sûr si m et m ± 1 sont tous deux compris entre –j et j.
Ainsi, l'action des opérateurs {\displaystyle {\hat {J}}_{\pm }} est d'augmenter (+) ou d'abaisser (–) d'une unité le nombre quantique m, sans modifier j, d'où le nom d'opérateurs d'échelle qui leur est donné (à rapprocher des opérateurs d'échelle {\displaystyle {\hat {a}}} et {\displaystyle {\hat {a}}^{\dagger }} définis pour l'oscillateur harmonique quantique).

### Les seules valeurs admissibles dejsont entières ou demi-entières
En effet, il est possible de raisonner par l'absurde pour montrer que le réel positif j + m est égal à sa partie entière, notée q. Si j + m était strictement supérieur à q, c'est-à-dire m – q > – j, l'opérateur d'échelle {\displaystyle {\hat {J}}_{-}}, itéré q + 1 fois à partir de l'état propre {\displaystyle |j,m\rangle }, produirait d'après l'expression précédente de {\displaystyle J_{\pm }|j,m\rangle } un état propre {\displaystyle |j,m-q-1\rangle }, avec {\displaystyle m-q-1<-j}, ce qui est impossible. Un raisonnement analogue utilisant l'opérateur d'échelle {\displaystyle {\hat {J}}_{+}} montre que le réel positif j – m est égal à sa partie entière, notée r. Par suite, 2j est l'entier positif q + r, ce qui implique que :
- le nombre quantique j est entier ou demi-entier ;
- le nombre quantique m varie par saut d'une unité entre –j et j.

### Synthèse des résultats
Les états propres {\displaystyle |j,m\rangle } communs à {\displaystyle {\hat {J}}^{2}} et {\displaystyle {\hat {J}}_{z}} sont donc tels que :
Il convient de souligner que ces propriétés sont intrinsèques au moment cinétique, puisqu'elles résultent uniquement des relations de commutation définissant les opérateurs de moment cinétique. Le cas des opérateurs de moment cinétique avec j entier correspond au moment cinétique orbital, celui avec j demi-entier aux opérateurs de moment cinétique de spin.
Les états propres correspondant à une valeur donnée de j sont 2j + 1 dégénérés. Par ailleurs, il a été montré que l'action des opérateurs {\displaystyle {\hat {J}}_{\pm }} — ou de façon équivalente des composantes {\displaystyle {\hat {J}}_{x,y}} — sur un état propre {\displaystyle |j,m\rangle } est de passer à une combinaison linéaire d'états propres correspondant à la même valeur de j. Il en découle que les différents états propres {\displaystyle \{|j,-j\rangle ,|j,-j+1\rangle ,\ldots ,|j,j-1\rangle ,|j,j\rangle \}} constituent la base d'un sous-espace vectoriel propre {\displaystyle {\mathcal {E}}(j)}, de dimension 2j + 1, invariant sous l'action des opérateurs {\displaystyle {\hat {J}}^{2}}, {\displaystyle {\hat {J}}_{x,y}} et {\displaystyle {\hat {J}}_{z}}.
Sur le plan mathématique, cela implique que les représentations matricielles dans la base des états propres {\displaystyle \{|j,m\rangle \}} de ces opérateurs sont diagonales par blocs, chaque bloc ayant pour dimension 2j + 1.

## Application au moment cinétique orbital et au spin

### Moment cinétique «orbital»

#### Définition, propriétés générales
Cette notion a été définie en introduction, comme généralisation quantique du moment cinétique d'une particule, et est donnée par les trois opérateurs :
{\displaystyle {\begin{cases}{\hat {L}}_{x}={\hat {y}}{\hat {p}}_{z}-{\hat {z}}{\hat {p}}_{y}\\{\hat {L}}_{y}={\hat {z}}{\hat {p}}_{x}-{\hat {x}}{\hat {p}}_{z}\\{\hat {L}}_{z}={\hat {x}}{\hat {p}}_{y}-{\hat {y}}{\hat {p}}_{x}\end{cases}}.}
Ces opérateurs obéissant aux relations de commutation définissant le moment cinétique en mécanique quantique, les états propres communs à {\displaystyle {\hat {L}}_{z}} et {\displaystyle {\hat {L}}^{2}} sont notés {\displaystyle |\ell ,m\rangle }, de valeurs propres respectives {\displaystyle \hbar m} et {\displaystyle \hbar ^{2}\ell (\ell +1)}. Toutefois, {\displaystyle \ell } ne peut prendre en réalité que des valeurs entières, positives ou nulle.
En effet, il est possible d'expliciter {\displaystyle {\hat {L}}_{z}} en coordonnées sphériques (notées {\displaystyle (r,\theta ,\phi )}, ce qui donne :
{\displaystyle {\hat {L}}_{z}=-i\hbar {\frac {\partial }{\partial \phi }},}
or l'équation aux valeurs propres {\displaystyle {\hat {L}}_{z}|\ell ,m\rangle =\hbar m|\ell ,m\rangle } s'écrit alors en représentation position :
{\displaystyle -i\hbar {\frac {\partial \psi }{\partial \phi }}=\hbar m\psi (r,\theta ,\phi )}, avec {\displaystyle \psi (r,\theta ,\phi )=\langle {\vec {r}}|\ell ,m\rangle }.
L'opérateur {\displaystyle {\hat {L}}_{z}} n'agissant que sur la variable angulaire {\displaystyle \phi } il est possible de séparer les variables en posant {\displaystyle \psi (r,\theta ,\phi )=f(r,\theta )g(\phi )} avec {\displaystyle g(\phi )} telle que :
{\displaystyle -i\hbar {\frac {dg}{d\phi }}=\hbar mg(\phi )},
donc {\displaystyle g(\phi )} est de la forme {\displaystyle g(\phi )=e^{im\phi }}, à un facteur de normalisation et de phase près.
Physiquement, la fonction d'onde doit être définie de façon univoque : en particulier, sa partie angulaire « axiale » {\displaystyle g(\phi )} doit évidemment l'être aussi, l'angle {\displaystyle \phi } étant compris entre les valeurs 0 et 2π, ce qui implique que m soit toujours entier, positif ou négatif (à la limite nul). Or comme {\displaystyle -\ell \leq m\leq +\ell }, par saut d'une unité, ceci implique que pour le moment cinétique orbital {\displaystyle \ell } soit nécessairement un entier.

#### Relations avec les opérateurs de rotation
Le moment cinétique orbital est en fait directement lié à l'opérateur de rotation spatiale. En effet, et en se plaçant en représentation position, une rotation élémentaire d'un angle {\displaystyle \delta \phi } autour de la direction Oz, de vecteur unitaire {\displaystyle {\vec {e}}_{z}}, induit une variation {\displaystyle \delta {\vec {r}}=\delta {\vec {\phi }}\times {\vec {r}}} du vecteur position {\displaystyle {\vec {r}}}, {\displaystyle \delta {\vec {\phi }}=(\delta \phi ){\vec {e}}_{z}} étant le vecteur rotation élémentaire autour de Oz.
Dans une telle rotation élémentaire la fonction d'onde {\displaystyle \psi ({\vec {r}})=\langle {\vec {r}}|\Psi \rangle } d'une particule donnée se transforme de la façon suivante, à l'ordre le plus bas en {\displaystyle \delta \phi } :
{\displaystyle \psi ({\vec {r}}+\delta {\vec {r}})=\psi ({\vec {r}})+\delta {\vec {r}}\cdot {\vec {\nabla }}\psi =\psi ({\vec {r}})+\left(\delta {\vec {\phi }}\times {\vec {r}}\right)\cdot {\vec {\nabla }}\psi },
soit encore du fait des propriétés du produit mixte :
{\displaystyle \psi ({\vec {r}}+\delta {\vec {r}})=\left(1+\delta {\vec {\phi }}\cdot \left({\vec {r}}\times {\vec {\nabla }}\right)\right)\psi },
or {\displaystyle {\vec {r}}\times {\vec {\nabla }}} correspond, au facteur multiplicatif {\displaystyle -i\hbar } près, à l'expression en représentation position de l'opérateur vectoriel moment cinétique orbital {\displaystyle {\hat {\vec {L}}}={\hat {\vec {r}}}\wedge {\hat {\vec {p}}}}. Comme {\displaystyle \delta {\vec {\phi }}=(\delta \phi ){\vec {e}}_{z}} l'expression précédente donnant la transformation de la fonction d'onde sous l'effet d'une rotation élémentaire d'angle {\displaystyle \delta \phi } s'écrit :
{\displaystyle \psi ({\vec {r}}+\delta {\vec {r}})=\left(1-i(\delta \phi ){\frac {{\hat {L}}_{z}}{\hbar }}\right)\psi .}
Par suite l'opérateur de rotation infinitésimale {\displaystyle {\hat {R}}_{z}(\delta \phi )} autour de Oz est donné par {\displaystyle {\hat {R}}_{z}(\delta \phi )=-i(\delta \phi ){\frac {{\hat {L}}_{z}}{\hbar }}}. Pour une direction arbitraire repérée par le vecteur unitaire {\displaystyle {\vec {u}}} cette expression se généralise en {\displaystyle {\hat {R}}_{\vec {u}}(\delta \phi )=-i\delta \phi {\frac {{\hat {\vec {L}}}\cdot {\vec {u}}}{\hbar }}}.
Dans le cas d'une rotation finie d'angle arbitraire {\displaystyle \phi } autour de Oz, il est facile de montrer que l'opérateur s'écrit :
{\displaystyle {\hat {R}}_{z}(\phi )=e^{-{\tfrac {i}{\hbar }}\phi {\hat {L}}_{z}}},
la généralisation à une direction arbitraire étant évidente.
Par suite, les trois opérateurs de moment cinétique orbital {\displaystyle {\hat {L}}_{x}}, {\displaystyle {\hat {L}}_{y}} et {\displaystyle {\hat {L}}_{z}} correspondent (à {\displaystyle {\tfrac {-i}{\hbar }}} près) aux générateurs du groupe des rotations dans l'espace à trois dimensions, SO(3).

#### Moment cinétique et isotropie de l'espace
En mécanique classique la conservation du moment cinétique est intimement liée à l'invariance par rotation du hamiltonien du système. Il en est de même en mécanique quantique, où la notion de conservation d'une grandeur physique correspond à la situation où l'observable {\displaystyle {\hat {\mathcal {O}}}} représentant celle-ci commute avec le hamiltonien {\displaystyle {\hat {H}}} du système : {\displaystyle \left[{\hat {H}},{\hat {\mathcal {O}}}\right]=0}.
Du fait de la relation étroite entre opérateurs de rotation et ceux du moment cinétique orbital, il est clair que l'invariance du hamiltonien par rotation (spatiale) implique que celui-ci commute avec les opérateurs {\displaystyle {\hat {L}}^{2}} et {\displaystyle {\hat {L}}_{z}} (ou, en fait, {\displaystyle {\hat {L}}_{x}} et {\displaystyle {\hat {L}}_{y}}). Dans ce cas, les états propres d'énergie, solutions de l'équation de Schrödinger {\displaystyle {\hat {H}}|\Psi \rangle =E|\Psi \rangle }, seront communs avec ces opérateurs et auront donc des valeurs de {\displaystyle \ell } et m déterminées. L'isotropie du hamiltonien, donc l'équivalence de toutes les directions de l'espace, impliquera d'ailleurs que les valeurs de l'énergie ne dépendent pas du nombre quantique m, et par suite que les différents états propres soient {\displaystyle 2\ell +1}-fois dégénérés : cette dégénérescence est dite essentielle.
En revanche, dans le cas général l'énergie dépendra de la valeur de {\displaystyle \ell }, sauf cas particulier dit de « dégénérescence accidentelle ».
Si un champ extérieur uniforme et constant (magnétique par exemple) est appliqué, le hamiltonien ne sera plus isotrope, toutefois il commutera toujours avec la composante du moment cinétique orbital dans la direction de ce champ, et bien sûr avec {\displaystyle {\hat {L}}^{2}}. Toutefois, l'énergie E dépendra alors de m en général, du fait de la non-équivalence de toutes les directions de l'espace : il y a alors une levée (au moins partielle) de dégénérescence. C'est qui se passe en spectroscopie avec les effets Zeeman et Stark.

#### Fonctions propres du moment cinétique -Harmoniques sphériques
Du fait de son étroite relation avec les opérateurs de rotations dans l'espace, il est utile de se placer, en représentation position, dans le système de coordonnées sphériques (r,θ,ϕ) pour exprimer les opérateurs {\displaystyle {\hat {L}}_{z}} et {\displaystyle {\hat {L}}^{2}}, il vient :
{\displaystyle {\hat {L}}_{z}=-i\hbar {\frac {\partial }{\partial \phi }},}
{\displaystyle {\hat {L}}^{2}=-\hbar ^{2}\left({\frac {1}{\sin \theta }}{\frac {\partial }{\partial \theta }}\left[\sin \theta {\frac {\partial }{\partial \theta }}\right]+{\frac {1}{\sin ^{2}\theta }}{\frac {\partial ^{2}}{\partial \phi ^{2}}}\right).}
Cette dernière expression correspond, à un facteur près, à la partie angulaire de l'expression du Laplacien en coordonnées sphériques, plus précisément :
{\displaystyle \Delta ={\frac {1}{r^{2}}}{\frac {\partial }{\partial r}}\left(r^{2}{\frac {\partial }{\partial r}}\right)-{\frac {{\hat {L}}^{2}}{\hbar ^{2}r^{2}}}.}
En représentation position, les états propres {\displaystyle |\ell ,m\rangle } communs à {\displaystyle {\hat {L}}^{2}} et {\displaystyle {\hat {L}}_{z}} sont les harmoniques sphériques {\displaystyle Y_{\ell ,m}\left(\theta ,\phi \right)=\langle \theta ,\phi |\ell ,m\rangle }, qui se mettent sous la forme (normalisée, un facteur de phase près) :
{\displaystyle Y_{\ell ,m}(\theta ,\varphi )={\sqrt {\frac {2\cdot (l-m)!}{(l+m)!}}}P_{\ell }^{m}(\cos \theta )e^{im\varphi },}
où les {\displaystyle P_{\ell }^{m}} correspondent aux polynômes associés de Legendre.